# Rallicula
Rallicula — рід журавлеподібних птахів родини Sarothruridae. Представники цього роду є ендеміками Нової Гвінеї. Раніше їх відносили до роду Азійський погонич (Rallina) і родини пастушкових (Rallidae), однак за результатами молекулярно-філогенетичного дослідження вони були переведені до відновленого роду Rallicula.

## Види
Виділяють чотири види:
- Погонич папуанський (Rallicula leucospila)
- Погонич каштановий (Rallicula rubra)
- Погонич новогвінейський (Rallicula forbesi)
- Погонич Майра (Rallicula mayri)

## Етимологія
Наукова назва роду Rallicula походить від наукової назви роду Пастушок (Rallus Linnaeus, 1758) з додаванням зменшувального суфіксу.